# Angelman syndrom
Angelman syndrom (forkortet AS) er en sjælden gensygdom i UBE3A, som er knyttet til kromosom nr. 15. En defekt i kromosom nr. 15 er også årsag til Prader-Willi syndrom.
Omkring 1 ud af 12.000 til 20.000 personer lider af AS.

## Symptomer
Til de mest karakteristiske symptomer hører svær udviklingshæmning samt lang tunge og mindre lillehjerne, foruden deformt kranium. Det er svært for patienten at holde balancen.
Desuden er en patient med Angelman syndrom kendt for sine hyppige latterudbrud, grineflip og højt humør. Især inden patienten er blevet 3 år forekommer epileptiske anfald.
En begejstring for vand kan ses hos patienten. Patientens hår er typisk lysere end øvrige familiemedlemmers hår.

## Navngivning
I 1965 blev sygdommen identificeret. Sygdommen er opkaldt efter den britiske børnelæge Harry Angelman (1915 - 1996), der dog oprindeligt betegnede sygdommen som "puppet syndrome".